# Gleichstromspülung

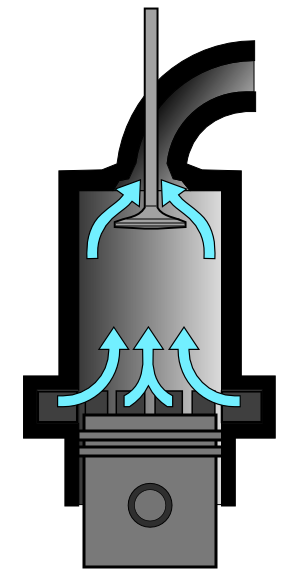
Gleichstromspülung mit Auslassventil

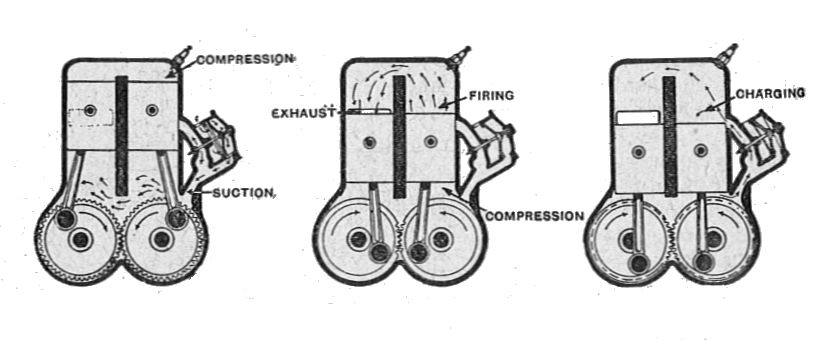
'Valveless'-Doppelkolbenmotor (1919, drei Phasen)

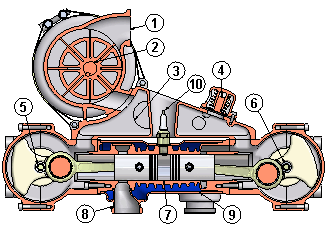
Gegenkolbenmotor

Die Gleichstromspülung ist eine Spülungsart beim Zweitaktmotor. Beim Ladungswechsel strömt das Frischgas parallel zur Zylinderachse in eine Richtung, Ein- und Auslass liegen an den entgegengesetzten Enden des Zylinders. Anders als bei der Umkehrspülung wird der Gasstrom nicht an der Zylinderwand umgelenkt.

## Bauformen
Die Gleichstromspülung kann auf zwei Arten realisiert werden:
- über Auslassventile im Zylinderkopf und Einlassschlitze in der Nähe des unteren Totpunktes. Der Auslass öffnet vor den Einlassschlitzen (unsymmetrisches Steuerdiagramm).
- Ohne Ventile; zwei Kolben arbeiten mit einem gemeinsamen Brennraum. Der „heiße“ Kolben gibt Auslassöffnungen frei und der „kalte“ Kolben die Einlassöffnungen.
  - Beim Gegenkolbenmotor laufen beide Kolben gegeneinander in einem Zylinder, sie wirken über Pleuel auf eine oder zwei Kurbelwellen. Bei nur einer Kurbelwelle sind lange Doppelpleuel und ein Joch über einem Kolben oder zwei über Kipphebel verbundene Pleuel je Kolben erforderlich.
  - Bei Doppelkolbenmotoren liegen die benachbarten Zylinder parallel. Der Brennraum ist am einen Ende der Zylinder, die Spülschlitze am anderen. Hier gibt es entweder eine Kurbelwelle und gegabelte oder geteilte Pleuel oder zwei gegenläufige Kurbelwellen.

## Eigenschaften
Vorteile:
- Gute Spülwirkung (hoher Spül- und Fanggrad)
- Der Auslass kann vor dem Einlass schließen (asymmetrisches Steuerdiagramm), was eine Voraussetzung für Aufladung beim Zweitaktmotor ist.
- Kolbenringe können frei drehend sein, was die Lebensdauer wegen des Kontaktes mit den Spülschlitzen verbessert.

Nachteile:
- Erhöhter Aufwand gegenüber einfachen schlitzgesteuerten Zweitaktmotoren
- Größere Bauhöhe gegenüber Viertaktern und schlitzgesteuerten Zweitaktern, da Zweitakter schon wegen der großen Kolbenhöhe länger bauen.
- Hohe thermische Belastung des Auslasses, da es nur von heißen Gasen angeströmt wird und das bei jedem Hub. Somit sind besondere Maßnahmen bei der Kühlung zu treffen. Dieser bauartbedingte Effekt findet sich in ähnlicher Form beim Wankel-Motor.
- Bei Gegenkolbenmotoren wird der Kolben auf der Auslassseite thermisch besonders hoch belastet.

## Beispiele
Die Bauart mit Auslassventilen wird bei modernen aufgeladenen Schiffsdieselmotoren angewendet. Bei aufgeladenen Motoren schließt der Auslass vor dem Einlass. Ein älteres Beispiel dieser Bauart ist der Zweitakt-Saugdiesel von Cummins im Krupp Titan (1963–1968).
Zu den erfolgreichen Doppelkolbenmotoren mit Auslassschlitzen und Gleichstromspülung zählen die Motoren der Napier Deltic Baureihe.